# اگزازیریدین
اگزازیریدین (به انگلیسی: Oxaziridine) یک ترکیب شیمیایی با شناسه پاب‌کم ۱۵۸۱۷۷۳۴ است. 